# Большой Арктический заповедник
Большой Арктический заповедник — российское природоохранное, научно-исследовательское и эколого-просветительское учреждение федерального значения. Цель заповедника — сохранение и изучение естественного хода природных процессов и явлений, генетического фонда растительного и животного мира, отдельных видов и сообществ растений и животных, типичных и уникальных экологических систем. Крупнейший по площади заповедник в Евразии.
В начале XXI в. вблизи заповедника началась разработка крупного месторождения каменного угля. Разработка ведется открытым способом, что по мнению экологов, несовместимо с целями и задачами заповедника().

## История
Образован постановлением Правительства Российской Федерации от 11 мая 1993 г. № 431 по предложению администрации Таймырского автономного округа. Кроме того, администрация округа образовала охранную зону «Бухта Медуза» общей площадью 3020 га и охранную зону «Бухта Ефремова» общей площадью 6530 га с ограничением в их границах любой деятельности, отрицательно влияющей на природные компоненты ландшафта.
В соответствии с Положением о заповеднике «Большой Арктический» в его ведении находятся государственный природный заказник федерального значения «Североземельский» площадью 421 701 га и государственный природный заказник окружного значения «Бреховские острова» площадью 288 487 га.
С 20 марта 2013 г. заповедник вошел в состав ФГБУ «Заповедники Таймыра» вместе с Таймырским и Путоранским заповедниками.
Сокращение защитной зоны
В июле 2019 года площадь защитной зоны заповедника была сокращена решением Минприроды с 3 тыс. гектар до 1,150 тыс. гектар . Сокращение было произведено в связи с планами по разработке месторождения коксующего угля и экспорта последнего в Индию (см. также ниже ).
Решение Минприроды предусматривает исключение охранной зоны кластера «Бухта Медуза» из границ заповедника (на илл.). В этой зоне «Арктическая горная компания» (АГК), входящая в «Востокуголь», планирует добывать 19 млн т угля к 2024 году. Компания также намерена построить угольный терминал «Чайка» в порту Диксон для вывоза угля по Северному морскому пути.

## Территория
Территория заповедника имеет многоконтурную конфигурацию и кластерный характер, учитывающий разнородность и разнообразие земель. В границах территории заповедника расположены земельные участки, относящиеся к другой категории земель (земли промышленности) и имеющие иное целевое назначение (навигационные знаки и земли, ранее предоставленные под полярные станции).
Земельный участок заповедника состоит из 35 обособленных частей (контуров), образуемых как отдельными островами, так и группами островов, архипелагами или материковыми частями полуострова Таймыр с прилегающей к ним акваторией Карского моря. 

Заповедник разделен на 7 участков, которые, в свою очередь, включают 34 отдельных кластера:
1. Диксонско-Сибиряковский
Площадь 183 тыс. га.; включает остров Сибирякова (85 тыс. га) с прилежащими мелкими островами и небольшие участки «Бухта Медуза» и «Бухта Ефремова». Остров Сибирякова — крупный песчано-холмистый остров в Карском море на выходе из Енисейского залива. Это замкнутая островная экосистема, включающая арктические тундры.
2. Острова Карского моря
(371,8 тыс. га). В состав этого комплекса входит около десятка островов средних размеров и довольно много мелких островов, отмели и косы. Состав участка: архипелаг Сергея Кирова, остров Воронина, острова Известий ЦИК (архипелаг), острова Арктического института (архипелаг), остров Свердрупа, остров Уединения, ряд других островов.
3. Пясинский
(1067,2 тыс. га) охватывает дельту р. Пясина, восточное побережье Пясинского залива, участки Таймыра к востоку от реки Пясина в бассейнах рек Хутудабига, Спокойная, Ленивая, западную часть берега Харитона Лаптева, шхеры Минина, а также острова Плавниковые, Птичьи, остров Зверобой, многие другие острова.
4. Залив Миддендорфа
(68,5 тыс. га) охватывает побережье залива Миддендорфа (залив фьордового типа в восточной части берега Харитона Лаптева). Включает также прилежащие острова и примерно половину бассейна реки Толевая.
5. Архипелаг Норденшельда
(507,7 тыс. га) — это самый большой (не считая Северной Земли) архипелаг островов в Карском море, состоящий из множества мелких, средних и нескольких крупных морских островов, включая прилежащие морские мелководья.
6. Нижняя Таймыра
(1874,1 тыс. га) — самый крупный кластер заповедника — охватывает низовья р. Нижняя Таймыра и бассейн её притока — реки Шренк, а также побережье Таймырского залива и залив Толля. Участок отличает большое ландшафтное разнообразие.
7. Полуостров Челюскин
(площадь 84,6 тыс. га). В состав участка входит побережье на северо-западе полуострова Челюскин, дельта реки Тессема, западное побережье залива Фаддея, острова Лишний и Гелланд-Гансена.

## Климат
Основная территория заповедника относится к подзоне арктических тундр, а наиболее северные участки — к зоне арктических пустынь. На всей территории заповедника распространены многолетнемёрзлые породы (т. н. «вечная мерзлота»), глубиной 500—700 м в долинах и 200—300 м на междуречьях. Температуры мёрзлой толщи колеблются от −7 до −9 °C, в горах от −11 до −13 °С.
Снег обычно покрывает тундру в конце августа — начале сентября, но устойчивый снежный покров образуется в середине-конце сентября. Бесснежный период наиболее продолжителен на острове Диксон (103—110 дней), дольше всего снег лежит на мысе Челюскин — 300 дней. Полный сход снега обычно происходит в конце июня — начале июля. Зимой преобладают ветры южных румбов (южные, юго-западные и юго-восточные), летом — северо-западные, северные и северо-восточные.

## Флора и фауна
Флора
Из представителей высших растений в заповеднике отмечено 162 вида, относящихся к 28 семействам. По числу видов выделяются злаки (28 видов), капустные (19 видов), гвоздичные (16), камнеломковые (15) и осоковые (13 видов). Среди цветковых растений выделяется ярко цветущий вид — мак подушковидный. Среди моховидных выявлено 15 видов печёночных и 74 вида листостебельных мхов, всего 89 видов. Выделяются амблистегиевые мхи — разные виды дрепанокладуса, каллиергона и подобных им, всего 18 видов. Выявлено 15 видов грибов — большинство из них пластинчатые (агариковые); среди них — редкая волоконница белокожая. Значительно распространены здесь лишайники — 70 видов.
Сравнение флоры свидетельствует, что между островом Сибирякова и бухтой Медуза проходит важная ботанико-географическая граница между западно- и восточно-сибирской флорой. Это одно из проявлений Енисейской биогеографической границы — крупнейшей меридиональной границы такого рода в Палеарктике.
Фауна
В заповеднике обитают 124 вида птиц, из которых 55 видов достоверно гнездятся на его территории. Среди перелётных птиц, гнездящихся на Таймыре, шесть редких видов занесены в Красную книгу: орлан-белохвост, краснозобая казарка, белохвостая гагара, кречет, сапсан и тундровый лебедь. На территории заповедника встречаются также 18 видов млекопитающих, из которых четыре вида — морские животные, рыб — 29 видов. В заповеднике водятся белые медведи, дикий северный олень, овцебык. Распространены песцы, росомахи, горностаи, лемминги. В водах Карского моря встречаются моржи, белухи, нерпы и лахтаки.

## Добыча угля
Отступление льдов вследствие глобального потепления открыло новые возможности по промышленному освоению российской Арктики. Одним из таких проектов стала разработка таймырского угольного месторождения. От успеха этого плана зависит в том числе выполнение указа Владимира Путина от 7 мая 2019 года об увеличении грузооборота по Северному морскому пути с 17 млн до 80 млн тонн к 2024 году.
Представители WWF Россия критически отзываются о планах добычи угля на Таймыре (). Сотрудник фонда Алексей Книжников в интервью Би-би-си сказал:

По нашему мнению, реализация подобных проектов в столь экологически уязвимом регионе — это безумие.
Оригинальный текст (англ.)Developing new projects in such an ecologically sensitive area is madness, in our view.
Несмотря на протесты экологов, угольная компания Восток-уголь начала разработку месторождения открытым способом.
Кроме того, освоение Сырадасайского угольного месторождения на Таймыре планирует компания «Северная звезда» (дочерняя компания «Норильского никеля»).
Особую опасность для экологии региона представляет промышленная деятельность в районе бухты Медуза (до июля 2019 входила в буферную зону заповедника) и строительство угольного портового терминала «Чайка» вблизи пгт Диксон.
Угроза для дикой природы

По мнению экологов, добыча угля и его транспортировка Северным морским путем представляет серьёзную угрозу для дикой природы Таймыра:
- угольная пыль с карьеров и портовых терминалов загрязняет тундру и морскую воду, что угрожает существованию многих видов животных и птиц, в том числе, занесенных в Красную книгу.
- рост населения вблизи заповедника ведет к развитию браконьерства, что ставит под угрозу существование всего живого в тундре, в первую очередь, северного оленя.

## Галерея
Редкие виды птиц, гнездящиеся в заповеднике
- Орлан белохвост
- Краснозобая казарка
- Чернозобая гагара
- Кречет
- Сапсан
- Малый лебедь

Крупные животные
- Белый медведь
- Северный олень
- Овцебык

Пушной зверь
- Песец
- Горностай
- Росомаха

### Комментарии
1. ↑  Федера́льное госуда́рственное учрежде́ние «Государственный приро́дный запове́дник „Большо́й Аркти́ческий“»
2. ↑  Постановлением администрации автономного округа в границах земельного участка заповедника выделен биосферный полигон общей площадью 2 007 069 га с режимом ограниченной хозяйственной деятельности.
3. ↑  Защитная зона заповедника — территория на которой запрещена добыча полезных ископаемых и сопутствующее строительство инфраструктуры
4. ↑  Компания «ВостокУголь» основана в 2012 году. Ключевые лица: Дмитрий Босов и Александр Исаев[3]
5. ↑  Весь земельный участок заповедника расположен в границах муниципального образования пгт Диксон.
6. ↑  На Таймыре обитает крупнейшая в мире популяция дикого северного оленя — сотни тысяч голов
7. ↑  В 2018 году Владимир Путин своим указом распорядился увеличить грузопоток по Северному морскому пути до 80 млн тонн ежегодно[2]
8. ↑   В октябре 2019 года на встрече во Владивостоке было подписано стратегическое соглашение между Россией и Индией о поставке коксующегося угля с Таймыра[2].
9. ↑  Несмотря на то, что «Востокуголь» получил лицензию только на геолого-разведочные работы, компания начала добычу в районе бухты Медуза и ведет отгрузку угля через построенный вблизи бухты портовый терминал «Чайка». За это нарушение московский суд наложил на компанию штраф в размере 600 млн руб.

### Сноски
1. ↑  Объединили. Дата обращения: 14 сентября 2013. Архивировано 23 марта 2013 года.
2. 1 2 3 4 5 6 7  Russia’s Taymyr plan: Arctic coal for India risks pollution Архивная копия от 1 декабря 2019 на Wayback Machine, BBC, 31.11.2019
3. 1 2  «Бухта Медуза» покинула Арктику Архивная копия от 2 января 2020 на Wayback Machine, РБК, 19.07.2019
4. 1 2  Минприроды изменило границы заповедника в Арктике для компании Босова Архивная копия от 20 декабря 2019 на Wayback Machine, РБК, 19.07.2019
5. ↑  Большой Арктический заповедник. Дата обращения: 1 декабря 2019. Архивировано 17 марта 2020 года.
6. ↑  Флора и фауна Большого Арктического заповедника. Geosfera.info. Дата обращения: 20 ноября 2014. Архивировано 28 января 2016 года.
7. ↑  Сайт УК Восток-Уголь. Дата обращения: 1 декабря 2019. Архивировано 22 ноября 2019 года.
8. ↑  «Норникель» будет добывать уголь на Таймыре. Дата обращения: 1 декабря 2019. Архивировано из оригинала 20 апреля 2019 года.